# Neue Synagoge (Gyöngyös)

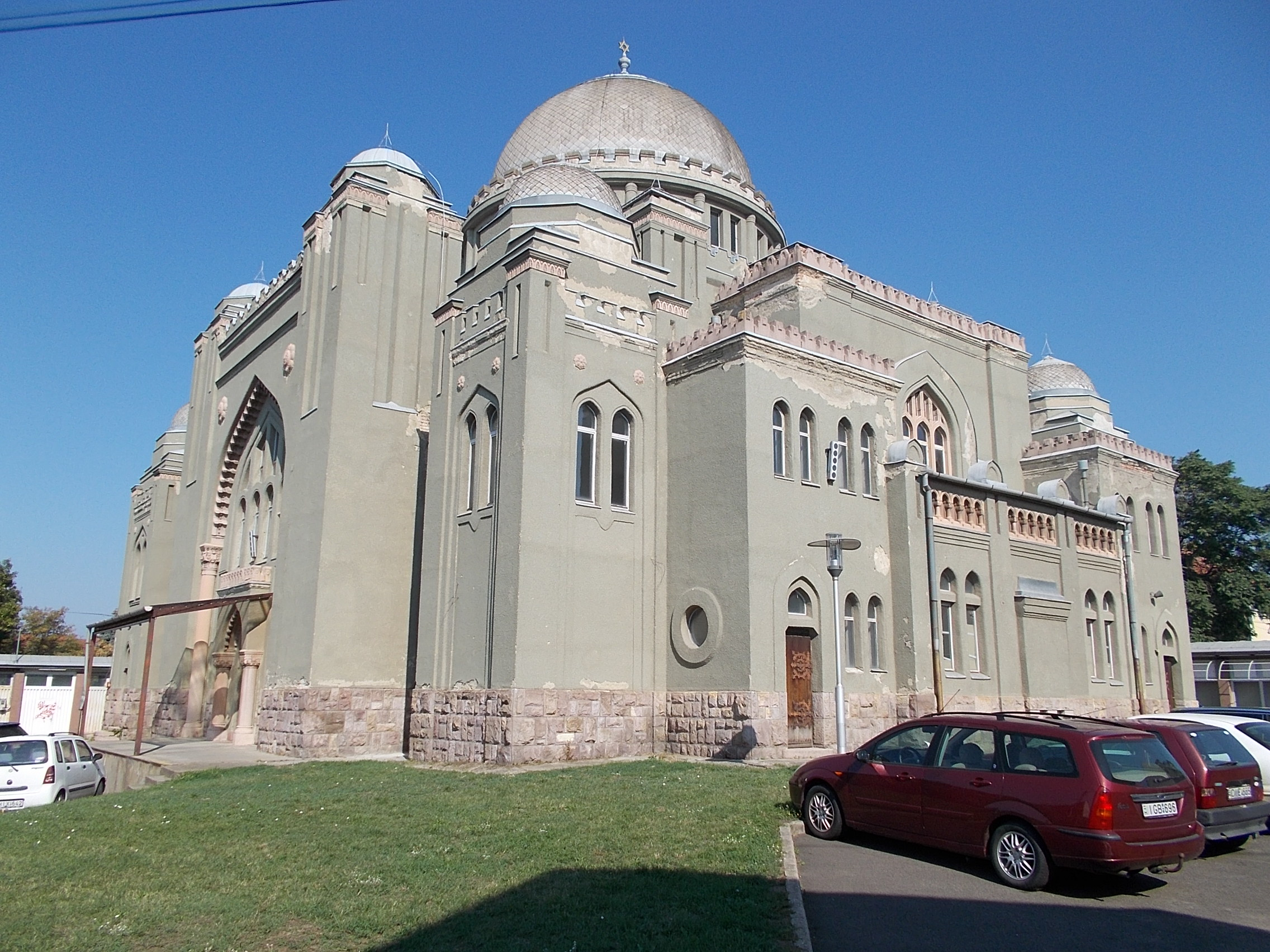
Neue Synagoge in Gyöngyös

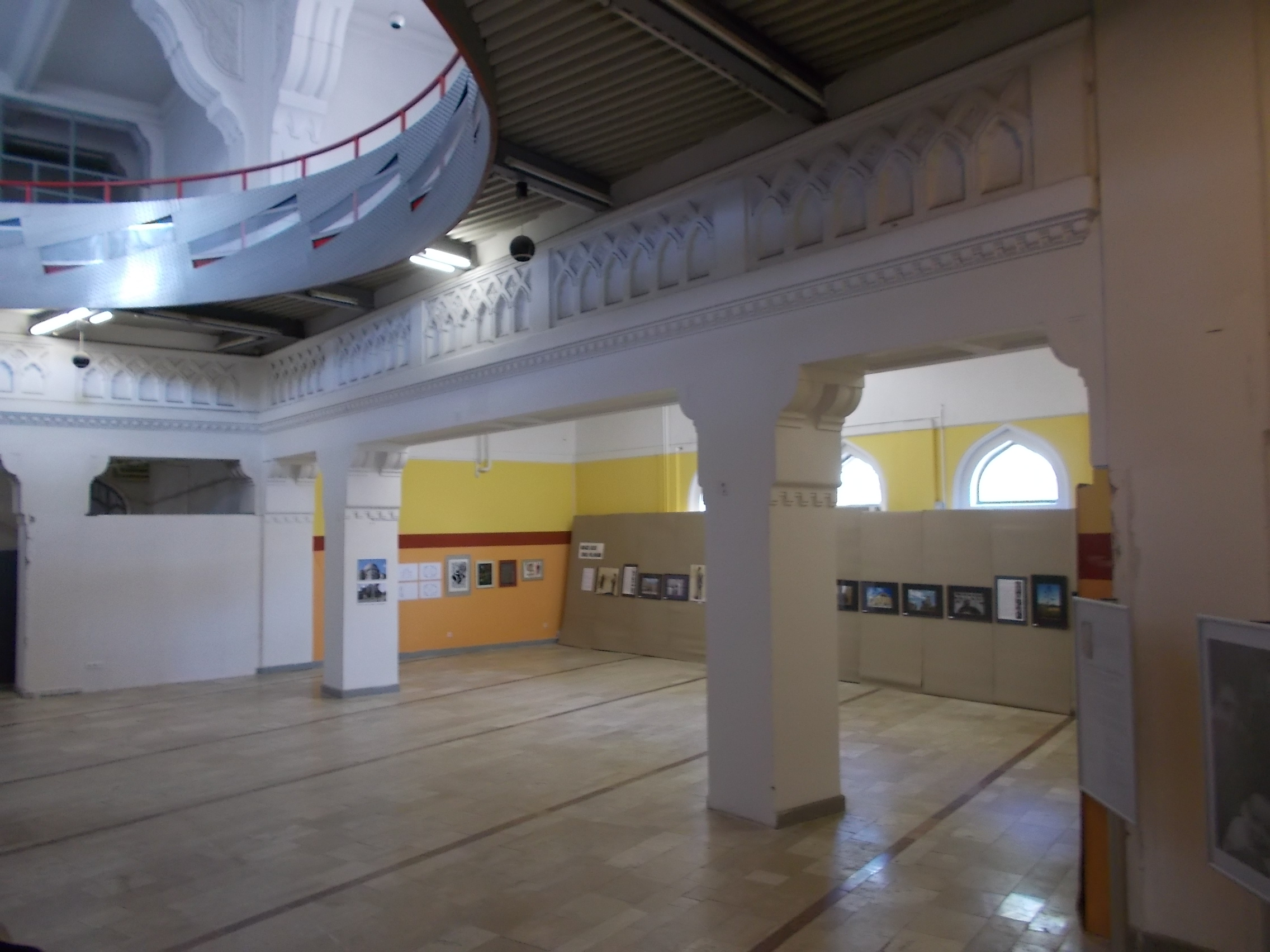
Innenansicht

Die Neue Synagoge in Gyöngyös, einer ungarischen Stadt im Komitat Heves etwa 90 km östlich von Budapest, wurde 1929/30 errichtet. Die profanierte Synagoge am Bartók Béla tér ist ein geschütztes Kulturdenkmal.
Der nach Plänen des Architekten Lipót Baumhorn erstellte Bau wurde auf dem Grundriss eines griechischen Kreuzes mit mächtiger Kuppel errichtet. Zahlreiche kleinere Kuppeln schmücken die Eckpfeiler und Seitenwände. Das Gebäude wurde lange Zeit als Möbelhaus zweckentfremdet. Das Gebäude wird zurzeit renoviert und soll als Kulturhaus dienen.